# Pentamerismus kunmingensis
Pentamerismus kunmingensis är en spindeldjursart som beskrevs av Ma och Yuan 1980. Pentamerismus kunmingensis ingår i släktet Pentamerismus och familjen Tenuipalpidae. Inga underarter finns listade i Catalogue of Life.